# Leandro Figueroa
Leandro Figueroa (Granadero Baigorria, 28 marzo 1993) è un calciatore argentino, attaccante svincolato.

## Caratteristiche tecniche
È una prima punta.

## Palmarès
- Campionato argentino: 1

Newell's Old Boys: 2012-2013 (C)